# کوه گنو
کوه گنو کوه گنو با ۲۳۴۷ متر ارتفاع در ۲۹ کیلومتری شمال‌غربی بندرعباس بین دهستان‌های فین، سیاهو و ایسین واقع شده‌است.
این کوه در مقایسه با آب و هوای گرم بندرعباس، آب و هوایی نسبتاً معتدل دارد و به همین علت نیز از اهمیت زیست‌محیطی و تفریحگاهی برخوردار است.

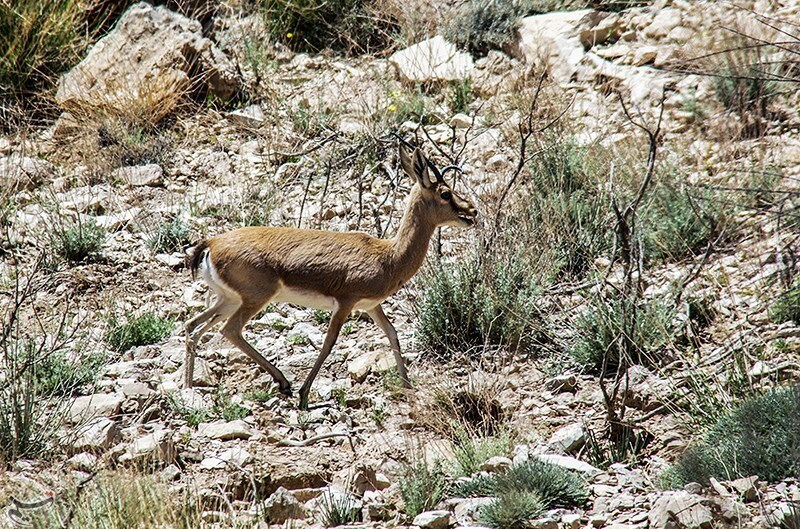
یک حیوان بومی کوه گنو

کوه گنو مساحتی بالغ‌بر ۳۵۰کیلومترمربع را در استان هرمزگان دربرگرفته‌است.
نصیری و بازگرد، دو قله ی بزرگ کوه گنو بندرعباس است که بلندترین نقطه آن به حساب می آید 

## رانش در اثر زمین لرزه
در ۲۳ آبان ۱۴۰۰ ، در اثر زمین لرزه ۱۴۰۰ هرمزگان ، بخش های شمال غربی کوه گنو دچار رانش شد و ریزش کرد.